# Every Little Thing
Gli Every Little Thing sono un gruppo musicale giapponese nato nel 1996. Il nome è in inglese e significa "ogni piccola cosa".

## Formazione
Originariamente il gruppo era formato da tre membri: Kaori Mochida (voce), Ito Ichiro (chitarra) e Igarashi Mitsuru (compositore e tastiera), ma nel marzo 2000 Igarashi, il fondatore del gruppo, lo ha lasciato per produrre i Day After Tomorrow.
Gli esordi di Kaori sono però più recenti: ha iniziato recitando in alcune pubblicità televisive e prestandosi per alcune campagne pubblicitarie.
Musicalmente esordì in un gruppo, The Kuro Buta All Stars ("kuro buta" letteralmente significa "maiale nero"), una girl band simile alle Morning Musume. Tra le ragazze la voce di Kaori era quella che spiccava maggiormente e, dopo aver cambiato il nome in Kuro Buta Tengoku ("Il Paradiso del Maiale Nero"), hanno pubblicato solo un CD intitolato Mou Ichido, che fallì in classifica. Kaori lasciò il gruppo, che si sciolse poco dopo, ma lei decise di diventare una cantante professionista, iniziando a registrare demo da mandare alle varie case discografiche. Ma proprio il brano Mou Ichido permetterà a Kaori di firmare per la Avex Trax. Infatti un giorno Igarashi sentì il suo demo, e dopo aver atteso che Kaori terminasse i suoi studi, le chiese subito di entrare a far parte di un nuovo gruppo, gli Every Little Thing, insieme a lui ed Ito. Inizialmente Kaori soffriva del cosiddetto "panico da palcosceno", ma piano piano acquistò sempre più confidenza in sé stessa e le cose andarono decisamente meglio.
Va ricordato che Kaori Mochida ha partecipato a diversi progetti, come prestare la sua voce nel 2002 per il brano In case of me di Tetsuya Komuro (inserito nella Charity compilation album song+nation), o il suo singolo da solista nel 2004 Itsu no manika shojo wa prodotto da Yosui Inoue. Nel 2006 ha invece scritto, assieme a Takeshi Kobayashi, il testo del brano Piriodo ("Periodo") di Haruka Ayase.

## Storia
Gli Every Little Thing sono apparsi sulle scene per la prima volta nel 1996, con il debutto del loro singolo Feel My Heart. Il loro album di debutto, Everlasting, risale invece al 1997, ed ha venduto oltre 2 milioni di copie in tutto il Giappone. Gli Every Little Thing compaiono regolarmente nella classifica della Oricon, ed hanno raggiunto il primo posto con singoli come Time Goes By, Forever Yours e Over and Over.
Il secondo album studio, intitolato Time to Destination e pubblicato nel 1998, è stato uno degli album più venduti in quell'anno, e tuttora è il più venduto dei lavori degli Every Little Thing.
All'uscita del loro terzo album Eternity, nel 2000, Mitsuru Igarashi ha deciso di lasciare il gruppo ed iniziare a produrre per altri artisti della Avex. Da quel momento, il duo (così come era nel progetto iniziale del gruppo) ha modificato il suo sound, avvicinandosi al soft rock, come si capisce dal loro 16° singolo Ai no kakera.
Il 1º gennaio 2001 uscì il singolo Fragile, che divenne un tormentone in Giappone, ed è senza dubbio uno dei maggiori successi degli Every Little Thing.
Dopo l'uscita dell'album 4 Force si può parlare di un ulteriore cambiamento di stile nel gruppo, a partire dall'album Many Pieces, che ha visto l'incalzante influenza della chitarra di Ito nei loro brani. Tutto questo è stato confermato dai successivi album, che hanno dato loro sempre più popolarità, grazie anche alla dolce ma potente voce di Kaori.
Nel 2004, con l'uscita dell'album Commonplace, formato da ballate e brani acustici, il duo ha passato un momento di crisi, vedendo diminuire la loro popolarità. Ma, a differenza di altri gruppi come i Do As Infinity ed i Day After Tomorrow, hanno saputo tenere duro e sono stati premiati con l'uscita, nel novembre dello stesso anno, del singolo Koibumi / Good Night, anche grazie alla scelta del brano Good Night come tema del videogioco Tales of Rebirth.
Da menzionare sono anche il singolo Kimi no te e la compilation acustica ACOUSTIC:LATTE.
Il 9 agosto 2006 gli Every Little Thing hanno pubblicato tre lavori, per celebrare il loro 10º anniversario: il 31° singolo Suimi- (tema del dorama Kekkon dekinai otoko), The Video Compilation IV ed il loro 7º album studio Crispy Park, quest'ultimo in 2 edizioni differenti (la Limited Edition è uscita con un libro fotografico di 60 pagine ed un DVD). L'album contiene 13 canzoni, di cui 2 strumentali.
Il gruppo ha ottenuto la vittoria ai Japan Music Awards 2006 nella categoria Best Artist.
Di successiva uscita sono lo Every little thing concert tour 2006-2007 - Crispy Park e, il 14 febbraio 2007, l'album raccolta Every Ballad Songs 2.

## Discografia

### Album in studio
- Everlasting (1997)
- Time to Destination (1998)
- Eternity (2000)
- 4 Force (2001)
- Many Pieces (2003)
- Commonplace (2004)
- Crispy Park (2006)
- Door (2008)
- Change (2010)
- Ordinary (2011)
- Fun-Fare (2014)
- Tabitabi (2015)

### Raccolte
- Every Best Single +3 (1999)
- Every Ballad Songs (2001)
- Every Best Single 2 (2003)
- Acoustic: Latte (2005)
- 14 Message: Every Ballad Songs 2 (2007)
- Every Best Singles: Complete (2009)
- Every Cheering Songs (2015)